# トーエル
株式会社トーエルは、神奈川県地盤のプロパンガスを販売する企業。ハワイウォーターの販売を開始することで急速に事業を拡大し、現在では別ブランドのハワイアンウォーターのほか、アルピナウォーター、信濃湧水の販売も行う。東京証券取引所スタンダード市場上場。

## 沿革
- 1963年5月 - 東京エルピー瓦斯株式会社設立。
- 1973年12月 - 株式会社トーエル設立。
- 1999年10月 - 東京エルピー瓦斯株式会社が株式会社トーエルを吸収合併し、現社名に変更。
- 2005年2月 - ジャスダック証券取引所上場。（2013年3月5日上場廃止）
- 2008年1月 - T&Nネットサービス株式会社を合弁で設立。関連会社として食料品等の通信販売会社（出資比率50.00%）インターネット通販サイト名:「厳選食品 安心堂」
- 2012年
  - 1月 - 長野県大町市にある飲料水工場の敷地で、温泉トラフグの養殖に着手[1]。2014年8月には、同施設でアワビの養殖にも取り組んだ[1]。
  - 12月26日 - 東京証券取引所2部上場。
- 2013年12月27日 - 東京証券取引所1部へ市場変更。